# Oxid cíničitý
Oxid cíničitý je spolu s oxidem cínatým jedním ze dvou oxidů cínu. Cín je v něm přítomen v oxidačním čísle IV. Jedná se o bílou práškovitou látku s vyššími teplotami tání a varu, nerozpustnou ve vodě, rozpustnou ovšem v silných kyselinách a zásadách. V přírodě se vyskytuje v podobě minerálu kasiteritu (česky cínovce) a jeho největší ložisko se nacházelo v Krušných horách u obce Cínovec. Minerál slouží jako hlavní ruda cínu a oxid cíničitý je proto základní sloučenina na jeho výrobu. Kromě výroby cínu se využívá zejména v keramických glazurách, kterým dává bílou barvu.

## Fyzikálně-chemické vlastnosti
Jedná se o bílou práškovitou látku nerozpustnou ve vodě, ovšem rozpustnou v silných kyselinách a silných zásadách (jde tedy o amfoterní oxid). S halogenovodíkovými kyselinami reaguje oxid cíničitý za vzniku hexahalogenidcíničité soli, např. s jodovodíkem vzniká hexajodidocíničitá kyselina. Reakce se provádí pod refluxem a trvá několik hodin.:
SnO2 + 6 HI → H2SnI6 + 2 H2O
V kyselině sírové se rozpouští za vzniku síranu cíničitého:
SnO2 + 2 H2SO4 → Sn(SO4)2 + 2 H2O
V silných zásadách se rozpouští oxid cíničitý na cíničitany, např. vzorec cíničitanu sodného Na2SnO3. Protavením směsi SnO2 a NaOH a následným rozpuštěním ve vodě vzniká hexahydroxocíničitan sodný Na2[Sn(OH)6]2, který se využívá v barvířství.
Oxid cíničitý je diamagnetický, což znamená, že je lehce vytlačován z magnetického pole. Má nulový magnetický moment a tedy všechny jeho elektrony jsou spárované.

## Výskyt v přírodě
V přírodě se oxid cíničitý vyskytuje v podobě minerálu kasiteritu (česky cínovce) a jedná se o hlavní rudu cínu. V Čechách se nalézá například u obce Cínovec v Krušných horách a jméno obce je právě odvozeno od tohoto nejbohatšího naleziště cínovce na českém území. Další naše významná naleziště jsou Krupka a Horní Slavkov. Nejbohatší rudy mají obsah cínu až 78 %.

## Použití

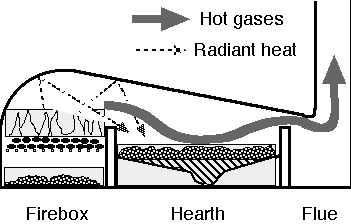
Vanová pec

Hlavní význam oxidu cíničitého je výroba cínu z jeho rudy. Případně oxidace cínových odpadů na oxid cíničitý a následná redukce na cín. Cínové odpady je nutno nejprve nechat pročistit, proto se nechají spálit na vzduchu na oxid cíničitý. Na kov se potom oxid redukuje uhlíkem ve vanových pecích při 1 200 - 1 300 °C
Spolu s oxidem vanadičným V2O5 se používá na katalýzu pro oxidace aromatických sloučenin v syntéze karboxylových kyselin a kyselých anhydridů.
Již dlouho se využívá jako bílé barvivo v glazurách. Využívá se zejména v glazurách pro běžnou keramiku v hrnčířství a na obkladech.
"Dráty" z oxidu cíničitého se využívají v detektorech na oxid uhelnatý k jeho odhalení.
Díky své dobré tvrdosti se používá k leštění drahých kamenů.